# Faro de Le Tréport
El Faro de Le Tréport (en francés: Phare du Tréport) es un faro situado en el extremo del dique occidental del puerto de la comuna de Le Tréport, en el departamento de Sena Marítimo, Francia. Se desconoce la fecha exacta de su instalación, aunque está documentada su presencia desde 1807.

## Historia

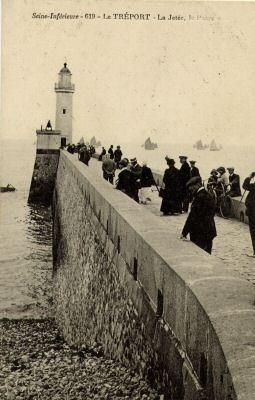
El faro de Le Tréport en 1915.

Se sabe de su existencia desde 1807 aunque fue instalado con anterioridad. En 1836 fue sustituido por una torre de sección cuadrada de 9 metros de altura, que a su vez fue sustituida 1865 por otra cilíndrica de 9,5 metros. Finalmente en 1905 fue instalada la torre actualmente existente, con la misma característica que presenta hoy en día.

## Características
El faro consiste en una torre cilíndrica de ladrillo pintada de blanco, rematada por una galería y linterna de color verde. 
Emite una luz verde con una luz característica de 2 destellos en un ciclo de 10 segundos con alcance nominal de 20 millas náuticas. También tiene instalada una señal sonora que suena a razón de 2 señales cada 30 segundos que señaliza la marea alta.